# Wahlen 2006
◄◄ | ◄ | 2002 | 2003 | 2004 | 2005 | Wahlen 2006 | 2007 | 2008 | 2009 | 2010 | ► | ►►

Weitere Ereignisse

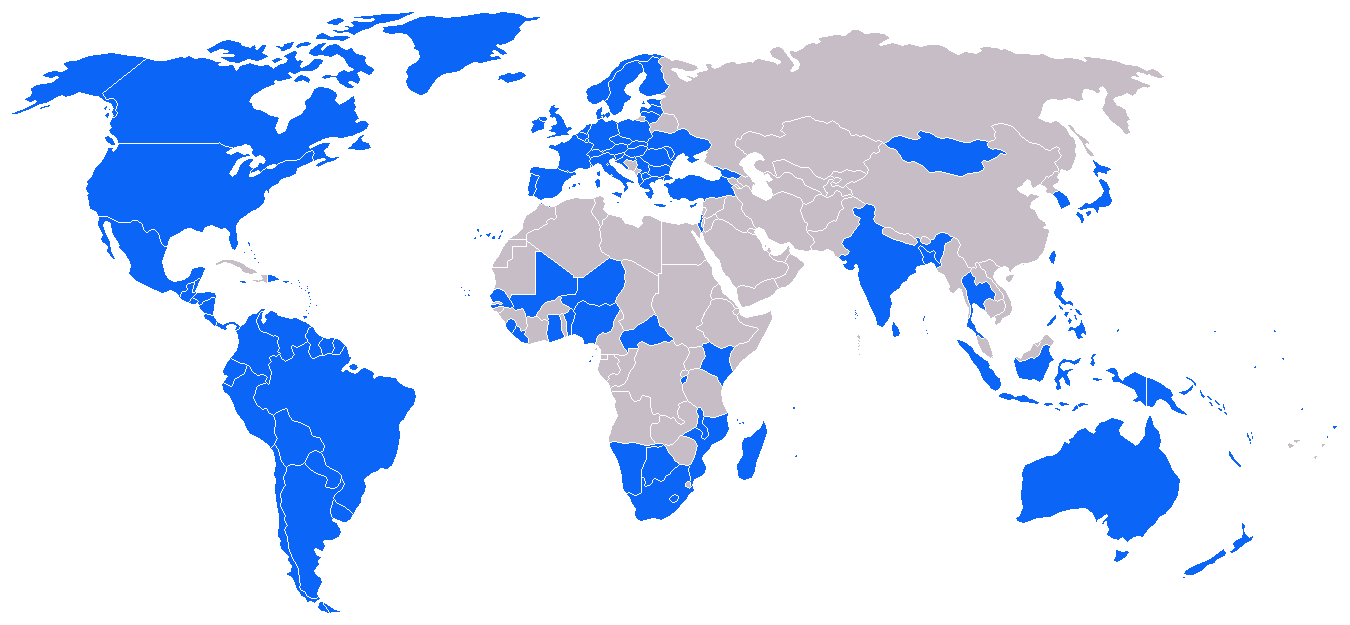
Wahldemokratien 2006 laut Einschätzung von Freedom House

Die hier aufgelisteten Wahlen und Referenden fanden im Jahr 2006 statt oder waren für das angegebene Datum vorgesehen.
Bei weitem nicht alle der hier aufgeführten Wahlen 2006 wurden nach international anerkannten demokratischen Standards durchgeführt. Enthalten sind auch Scheinwahlen in Diktaturen ohne Alternativkandidaten oder Wahlen, deren Ergebnisse durch massiven Wahlbetrug oder ohne fairen, gleichrangigen Zugang der konkurrierenden Kandidaten oder Parteien zu den Massenmedien zustande gekommen sind. Einen groben Eindruck von der Aussagefähigkeit der gelisteten Wahlen vermittelt die nebenstehende Karte, die jene Länder in blau zeigt, die von der Organisation Freedom House als „Wahldemokratien“ eingestuft werden. Die Einschätzungen von Freedom House sind allerdings auch durchaus nicht in allen Fällen unumstritten.
Aufgrund der großen Zahl der Wahlen, die jedes Jahr weltweit durchgeführt werden, kann die Liste keinen Anspruch auf Vollständigkeit erheben. Angestrebt wird auf jeden Fall die Auflistung sämtlicher Wahlen von mindestens nationaler Bedeutung.

## Afrika
- März 2006: Präsidentschaftswahl in Benin 2006
- Am 22. September 2006 fand die Präsidentschaftswahl in Gambia 2006 statt.
- Am 22. Januar 2006 fand die Parlamentswahl in Kap Verde 2006 statt.
- Am 12. Februar 2006 fand die Präsidentschaftswahl in Kap Verde 2006 statt.
- Am 31. Juli fand die Wahl in der Demokratischen Republik Kongo 2006 statt.
- Am 28. September fanden die Wahlen in Sambia 2006 statt.
- Am 22. Februar fand die Präsidentschafts- und Parlamentswahl in Uganda 2006 statt.
- Gabun
- Madagaskar
- Mauretanien
- Komoren
- Sao Tomé und Principe
- Seychellen
- Südafrika
- Tschad

## Amerika
- Kanadische Unterhauswahl 2006 am 23. Januar
- Präsidentschafts- und Parlamentswahl in Peru 2006 am 9. April und 4. Juni 2006
- Präsidentschaftswahl in Kolumbien 2006 am 28. Mai
- Präsidentschafts- und Parlamentswahl in Mexiko 2006 am 2. Juli
- Präsidentschafts- und Parlamentswahl in Ecuador 2006 am 15. Oktober 2006 und 26. November
- Wahlen in Brasilien 2006 am 1. Oktober und am 29. Oktober
- Wahlen in den Vereinigten Staaten 2006, d. h. die Wahlen zum Repräsentantenhaus der Vereinigten Staaten 2006 sowie die Wahlen zum Senat der Vereinigten Staaten 2006 am 7. November 2006

## Asien
- Parlamentswahl in Israel 2006 am 28. März 2006
- Parlamentswahlen in Singapur 2006 am 6. Mai
- Präsidentschaftswahl im Jemen 2006 im September
- Wahlen zum Föderativen Nationalrat in den Vereinigten Arabischen Emiraten 2006 im Dezember

## Australien und Ozeanien
Vom 11. Februar bis zum 15. Februar 2006 fand in Tokelau das Erste Referendum zur Selbstbestimmung Tokelaus statt.

## Europa

### Deutschland
- Am 26. März 2006 fand die Landtagswahl in Baden-Württemberg 2006 statt.
- Am 26. März 2006 fand die Landtagswahl in Rheinland-Pfalz 2006 statt.
- Am 26. März 2006 fand die Landtagswahl in Sachsen-Anhalt 2006 statt.
- Am 26. März 2006 fanden die Kommunalwahlen in Hessen 2006 statt.
- Am 10. September 2006 und am 24. September 2006 fanden die Kommunalwahlen in Niedersachsen 2006 statt.
- Am 17. September 2006 fanden die Wahl zum Abgeordnetenhaus von Berlin 2006 statt.
- Am 17. September 2006 fand die Landtagswahl in Mecklenburg-Vorpommern 2006 statt.
- Am 24. September 2006 fanden die Stichwahlen für Bürgermeister und Landräte in Niedersachsen statt.

| Staat       | Staat   | Wahl/Abstimmung                     | Kategorie                    |
| ----------- | ------- | ----------------------------------- | ---------------------------- |
| Deutschland | Sachsen | Bürgermeisterwahlen in Sachsen 2006 | Bürgermeisterwahl in Sachsen |

### Österreich
- Am 1. Oktober 2006 fand die Nationalratswahl in Österreich 2006 statt.

### Schweiz
- Bundesratswahl 2006
- Kommunalwahlen im Kanton Zürich

### Sonstiges Europa
- Präsidentschaftswahl in Finnland 2006 am 15. und 29. Januar
- Präsidentschaftswahl in Portugal am 22. Januar 2006[1]
- Präsidentschaftswahl in Belarus 2006 am 19. März
- Parlamentswahl in der Ukraine 2006 am 26. März
- Parlamentswahlen in Italien 2006 am 9. und 10. April
- Unabhängigkeitsreferendum in Montenegro 2006 am 21. Mai 2006
- Nationalratswahl in der Slowakei 2006 am 17. Juni
- Parlamentswahl in Mazedonien am 5. Juli 2006 (Nikola Gruevski wird erstmals Ministerpräsident)
- Parlamentswahl in Montenegro 2006 am 10. September
- Wahl zum Schwedischen Reichstag 2006 am 17. September
- Kommunalwahlen in Belgien am 8. Oktober
- Präsidentschaftswahl in Bulgarien 2006 (Stichwahl 26. Oktober): Georgi Parwanow bleibt Präsident[2]
- Senatswahl in Tschechien 2006 im Oktober
- Parlamentswahl in den Niederlanden am 22. November